# 元気予報
『元気予報』（げんきよほう）は、永井真理子2枚目のアルバム。

## 概要
前作『上機嫌』から半年あまりでリリース。永井初の作詞曲「Mariko」、2枚目のシングル「瞳・元気」、3枚目のシングル「Brand-New Way」を収録。「瞳・元気」は作曲した辛島美登里が自身の16枚目のシングル「瞳・元気～都会のひまわり」（1992年）でサビの部分以外の歌詞を変えセルフカバーしており、5枚目のアルバム『BEAUTIFUL』（1993年）にも収録している。

## 収録曲
| 全編曲: 根岸貴幸。 |                          |            |            |       |
| #                  | タイトル                 | 作詞       | 作曲       | 時間  |
| 1.                 | 「Mind Your Step」       | 亜伊林     | 谷口守     | 4:22  |
| 2.                 | 「親友」                 | 亜伊林     | 馬場孝幸   | 3:51  |
| 3.                 | 「So Bad」               | 只野菜摘   | 辛島美登里 | 3:38  |
| 4.                 | 「Brand-New Way」        | 川田多摩喜 | 藤井宏一   | 4:00  |
| 5.                 | 「瞳・元気」             | 只野菜摘   | 辛島美登里 | 4:44  |
| 6.                 | 「Karma Karma」          | 浅田有理   | 谷口守     | 3:31  |
| 7.                 | 「3D Nightへおいで」     | 浅田有理   | 前田克樹   | 3:15  |
| 8.                 | 「Mariko」               | 永井真理子 | 前田克樹   | 4:07  |
| 9.                 | 「いつもセレナーデ」     | 亜伊林     | 谷口守     | 4:05  |
| 10.                | 「黄昏のストレイシープ」 | 川田多摩喜 | 前田克樹   | 5:13  |
| 合計時間:          | 合計時間:                | 合計時間:  | 合計時間:  | 40:46 |

### 解説
1. Mind Your Step
「Brand-New Way」のc/w曲
2. 親友
3. So Bad
4. Brand-New Way
TBS系列キャンペーンソング
5. 瞳・元気
6. Karma Karma
7. 3D Nightへおいで
8. Mariko
9. いつもセレナーデ
「瞳･元気」のc/w曲
10. 黄昏のストレイシープ

## スタッフ・クレジット
- 山木秀夫、島村英二 – ドラムス
- 美久月千晴 – エレキベース
- 松原正樹 – エレキギター
- 島健、永田一郎、根岸貴幸 – キーボード
- 吉川忠英 – アコースティックギター
- 友田グループ – ストリングス
- 根岸貴幸 – シンセサイザー
- 田島照久 – アートディレクション、デザイン、写真